# Mont Evermann
Pour les articles homonymes, voir Evermann.
Le mont Evermann est un volcan de l'île Socorro et le point culminant des îles Revillagigedo (Mexique) situées dans l'océan Pacifique.